# Linguère (titre)
Pour les articles homonymes, voir Linguère.
Linguère (aussi : linger ou lingeer) est le titre donné à la mère ou à la sœur du souverain, dans les royaumes Sérères du Sine, du Saloum dans le royaume de Baol et dans les royaumes wolofs du Cayor, du Djolof et du Waalo dans le Sénégal d'autrefois. Le mot « lingeer » signifie « reine » ou « princesse » en langue sérère et en langue wolof.
Sous le système matrilinéaire de l'Empire du Ghana son rôle était de donner un héritier à l'Empire. En effet, dans la société matrilinéaire de cet empire, ce rôle ne pouvait être confié qu'à une femme issue de la famille régnante. Le frère le plus âgé devenait empereur tandis que la sœur la plus âgée, la « linguère », se chargeait de donner un héritier et de l'éduquer conformément à la volonté de la famille impériale. Dans le Ghana impérial le souverain était donc systématiquement le premier fils de la plus âgée des sœurs du souverain régnant. La première fille de la Linguère impériale devenait Linguère impériale à son tour. Avec ce système, la famille impériale s'assure que le pouvoir reste  dans une famille homogène. Aucune querelle de succession n'est relatée durant l'empire du Ghana, son effondrement est probablement dû à l'assèchement de la nappe phréatique de Koumbi Saleh. Avec l'islamisation de la classe dirigeante, il est remplacé par un système patrilinéaire sous l'empire du Mali et du Songhaï qui lui succèdent. Les querelles de succession que connaissent ces deux empires rendent leurs gouvernements instables.
Linguère est un titre qui est généralement donné à la mère ou la sœur du roi, et parfois à la première épouse du roi (la Linguère-Awo), le titre peut également signifier une princesse royale. Dans ce cas, il désigne une femme qui peut retracer son ascendance royale en suivant à la fois  sa lignée patrilinéaire et sa lignée matrilinéaire. Une Linguère (une femme de sang royal pur) est une femme qu'un roi peut épouser.    Dans la tradition wolof et sérère, est linguère une femme qui peut retracer son ascendance royale à la fois sur sa lignée patrilinéaire et sa lignée matrilinéaire.  L'équivalent masculin est Garmi (un homme qui peut retracer son ascendance royale à la fois sur sa lignée patrilinéaire et matrilinéaire).  Le roi lui-même appartient à la classe Garmi.

## Liste des linguères
- Linguère Fatoumata Sall, mère de Ndiadiane Ndiaye (empereur de l'empire du Djolof)
- Linguère Ndoye Demba, elle est la fondatrice de la dynastie des Sérères maternelle de Diouss dans le Waalo.
- Linguère Fatim Bèye, grand-mère de Ndoye Demba et matriarche de la dynastie maternelle de Diouss.
- Linguère Ndieumbeutt Mbodj, reine du royaume du Waalo
- Linguère Ndaté Yalla Mbodj, sœur de Ndieumbeutt Mbodj et la reine du Waalo
- Linguère Ngoné Dièye, du Royaume du Saloum, mère de Lat Soukabé, Fondatrice de la Dynastie maternelle Guedj (Géej) du Cayor et du Baol.